# Duchessa di York
Duchessa di York è il principale titolo di cortesia portato dalla moglie del Duca di York. Il titolo si acquista per matrimonio e non viene meno in seguito a divorzio. Quattro dei dodici duchi non si sposarono o salirono al trono prima delle nozze, quindi al loro fianco non ci furono duchesse. Il titolo può passare ai figli maschi, ma mai alle femmine tant'è che la regina Elisabetta II, figlia del duca di York Giorgio, non ereditò il titolo di duchessa di York quando il padre divenne re nel 1936.

## Plantageneti
| Immagine | Nome                  | Note                                                                            | Detenzione del titolo | Consorte              |
| -------- | --------------------- | ------------------------------------------------------------------------------- | --------------------- | --------------------- |
|          | Isabella di Castiglia | Premorta al marito a Manor House, a Kings Langley                               | (1372–1392)           | Edmondo Plantageneto  |
|          | Joan Holland          | Seconda moglie di Edmondo, gli sopravvisse sposandosi altre tre volte.          | (1393–1402)           | Edmondo Plantageneto  |
|          | Filippa de Mohun      | Divenne duchessa vedova di York nel 1415 alla morte del marito                  | (1402-1415)           | Edoardo Plantageneto  |
|          | Cecily Neville        | Sopravvissuta al marito e ai quattro figli (due divenuti sovrani) morì nel 1495 | (1425–1460)           | Riccardo Plantageneto |
|          | Anna de Mowbray       | Fu la sposa bambina del minore dei Principi nella Torre; morì a 9 anni d'età    | (1478–1481)           | Riccardo Plantageneto |

## Stuart
| Immagine | Nome                  | Note | Detenzione del titolo | Consorte       |
| -------- | --------------------- | --- | --------------------- | -------------- |
|          | Anna Hyde             | Morì prima del marito per un cancro al seno: ambedue le sue figlie regnarono                                                | (1660–1671)           | Giacomo Stuart |
|          | Maria Beatrice d'Este | Seconda moglie del duca di York Giacomo, salì al trono come regina, ma ne fu scacciata in seguito alla Gloriosa Rivoluzione | (1673-1685)           | Giacomo Stuart |

## Hannover
| Immagine | Nome                         | Note | Detenzione del titolo | Consorte                          |
| -------- | ---------------------------- | --- | --------------------- | --------------------------------- |
|          | Federica Carlotta di Prussia | Ricevette un caldo benvenuto in Gran Bretagna ma in seguito ad un problematico matrimonio si separò. Morì nel 1820              | (1791–1820)           | Federico Augusto di Hannover      |
|          | Maria di Teck                | Il marito Giorgio divenne duca di York alla morte del fratello Alberto Vittorio, nel 1901 principe di Galles e nel 1910 sovrano | (1893–1901)           | Giorgio di Sassonia-Coburgo-Gotha |

## Windsor
| Immagine | Nome                 | Note                                                                 | Detenzione del titolo | Consorte                                |
| -------- | -------------------- | -------------------------------------------------------------------- | --------------------- | --------------------------------------- |
|          | Elizabeth Bowes-Lyon | All'abdicazione del cognato Edoardo VIII è diventata regina consorte | (1923–1936)           | Alberto Windsor                         |
|          | Sarah Ferguson       | Dopo il divorzio è divenuta "Sara, duchessa di York"                 | (1986-in carica)      | Andrea Mountbatten-Windsor (divorziati) |